# Піт Лау
Піт Лау або Лю Цзоху — китайський підприємець і керівник бізнесу OnePlus. Він є співзасновником та генеральним директором китайського виробника смартфонів OnePlus.